# Бањоло ди По
Бањоло ди По (итал. Bagnolo di Po) је насеље у Италији у округу Ровиго, региону Венето.
Према процени из 2011. у насељу је живело 532 становника. Насеље се налази на надморској висини од 8 м.

## Становништво
Према резултатима пописа становништва 2011. у општини је живело 1.374 становника.
| 1931. | 1936. | 1951. | 1961. | 1971. | 1981. | 1991. | 2001. | 2011. |
| ----- | ----- | ----- | ----- | ----- | ----- | ----- | ----- | ----- |
| 3.001 | 3.151 | 3.163 | 2.329 | 1.862 | 1.618 | 1.483 | 1.409 | 1.374 |